# Bandera de la República de China

El diseño de la bandera Cielo Azul con un Sol Blanco fue realizado por Lu Hao-tung en 1895 y es usada como la bandera del Partido Kuomintang (KMT).

La bandera de la República de China, comúnmente conocida como bandera de Taiwán, es un paño de color rojo con un rectángulo azul situado en el cuadrante superior más próximo al mástil, que contiene, en su centro, un sol de color blanco con doce puntas.
Este cuadrante es a su vez la bandera del Kuomintang (KMT), el partido político fundado por Sun Yat-sen, y fue adoptada en 1894 como bandera de la Sociedad para la Regeneración de China, movimiento político precursor del actual KMT. La bandera fue diseñada por Lu Haodong, mártir del movimiento republicano chino durante el final de la dinastía Qing, última dinastía imperial china.

## Historia

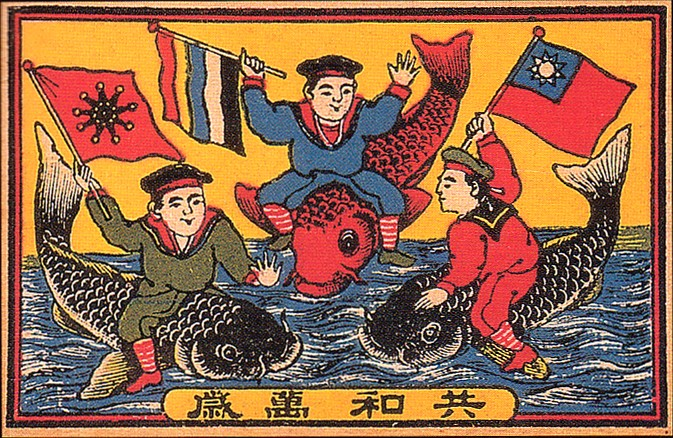
Las tres banderas originales de la RDC. De izquierda a derecha: la bandera de 18 estrellas adoptada por el ejército de la RDC, la bandera Cinco Razas Una Unión como bandera nacional, y la Cielo Azul con Sol Blanco y la Tierra Toda Roja de la Marina de la RDC. El título inferior dice: "Larga vida a la república" (共和萬歲, gònghé wànsuì).

La bandera Cinco razas bajo una unión, bandera de la República de China entre 1912 y 1928.

La primera bandera utilizada por la República de China en sustitución de la antigua bandera de la dinastía Qing en 1912 es la denominada «Cinco razas bajo una unión», confeccionada bajo el mismo principio filosófico y político, que consta de cinco barras en representación de las etnias chinas, formadas por los colores rojo, amarillo, azul, blanco y negro. Los significados de los colores eran:
- Rojo: representa a la etnia han (chino simplificado: 汉族, chino tradicional: 漢族, pinyin: Hàn zú).
- Amarillo: representa a la etnia manchú (chino simplificado: 满族; chino tradicional: 滿族; pinyin: Mǎn zú).
- Azul: representa a la etnia mongol (idioma mongol: Монголчууд; chino: 蒙古族; pinyin: Měng gǔ zú).
- Blanco: representa a la etnia hui (chino: 回族; xiao'erjing: حُوِ ذَو / حواري; pinyin: Huí zú).
- Negro: representa a la etnia tibetana (Idioma tibetano: བོད་པ།་, Wylie: Bodpa; chino: 藏族; pinyin: Zàng zú).

Esta enseña fue reemplazada en 1928 por la actual, tras el fin del período de los señores de las guerras. La bandera de la República de China comenzó a usarse como emblema oficial el 17 de diciembre de 1928, cuando el sucesor de Sun Yat-sen, Chiang Kai-shek estableció el Gobierno de la República de China en Nankín.
El cantón (esquina superior del lado del mástil) se originó de la bandera "Cielo Azul con un Sol Blanco" (青天白日旗, qīng tiān bái rì qí) diseñada por Lu Hao-tung, un mártir de la Revolución republicana. Propuso este diseño para representar al ejército revolucionario en la inauguración de la Sociedad para la Regeneración de China, una agrupación anti-Qing de Hong Kong, en febrero de 1895. Este diseño fue adoptado posteriormente por el Kuomintang como bandera del partido y escudo de armas de la República de China. La porción de "tierra roja" fue añadida por Sun Yat-sen en el invierno de 1906, dándole vida a su forma moderna. Aunque la bandera nacional de la RDC se basa en la del partido de Kuomintang, la estrella es un poco diferente, puesto que la del partido tiene puntas más cortas. Este es un detalle que es poco conocido incluso por los habitantes de Taiwán.
El uso actual de la bandera se considera controvertido debido a la disputa sobre la situación política de Taiwán. En Taiwán, la bandera es usada como la bandera nacional aunque existe la controversia de su propiedad. Es activamente aceptada como símbolo de los partidarios de la reunificación china como un enlace histórico a la China continental, mientras que un número de partidarios de la independencia de Taiwán la rechazan por las mismas razones. Su uso no es aceptado por la República Popular de China, porque sugiere que la República de China aún existe, y la RPC la considera extinta y superada por la guerra civil china. Sin embargo, desde el principio de la década de 2000, la RPC ha tenido una visión más favorable acerca de la bandera, ya que la vio como la conexión entre las dos repúblicas, y los medios en la RPC han criticado a los partidarios de la independencia de Taiwán por intentar reemplazarla.
Aunque la bandera de la República de China es comúnmente conocida como la "bandera de Taiwán" (así como la República de China se conoce como Taiwán), este término no es usado comúnmente en la lengua china, y parte del simbolismo y la controversia sólo puede entenderse si uno se es consciente de que no es oficialmente la "bandera de Taiwán", sino de una República que asumió la administración de Taiwán en 1945 y trasladó su gobierno ahí en 1949. Esta distinción es muy importante en la política de Taiwán.

## Simbolismo
Los colores de la bandera de Taiwán simbolizan los Tres Principios del Pueblo propugnados por Sun Yat-sen:
- El blanco representa la democracia y la igualdad
- El azul representa el nacionalismo cívico y la libertad
- El rojo representa el bienestar del pueblo y la fraternidad

El sol de color blanco simboliza el espíritu de progreso y sus doce rayos representan las doce horas tradicionales chinas del día.

## Detalles del diseño

Carta de construcción de la bandera de la República de China.

Los diseños específicos de la bandera se encuentran en la Ley sobre la bandera nacional y el emblema de la República de China. La proporción de la bandera es de 2:3, con la mayor parte del campo en rojo. Una cuarta parte de la bandera es de color azul, que contiene un sol de 12 puntas. Cada rayo del sol tiene 30 grados de separación, por lo que estos forman un círculo completo de 360 grados. En el interior del sol, un anillo azul que tiene por grosor el diámetro del sol blanco dividido por 15.

## En competiciones deportivas internacionales
En el ámbito deportivo internacional, la República de China se ha visto en la necesidad de utilizar un lábaro, un nombre y un código que distinga la diferencia entre ambas repúblicas, así este país utiliza el nombre de China Taipéi.
Siempre utiliza una bandera diferente para cada tipo de competición deportiva.

### Actuales

Bandera olímpica de China Taipéi.
Bandera de fútbol de China Taipéi.
Bandera paralímpica de China Taipéi.
Bandera sordolímpica de China Taipéi.
Bandera de vóleibol de China Taipéi.
Bandera de las Universidades de China Taipéi.

### En desuso

Antigua bandera paralímpica de China Taipéi, utilizada hasta el 2004.
Antigua bandera paralímpica de China Taipéi, utilizada desde 2004 hasta el 2019.
Antigua bandera de fútbol de China Taipéi, utilizada hasta el 2006.
Antigua bandera sordolímpica de China Taipéi, utilizada desde 1997 hasta el 2019.

### No usadas

Bandera de fútbol de China Taipéi hasta el 2012 (nunca fue utilizada por el país, pero sí fue utilizada por la FIFA en su sitio web hasta el 2012).

## Banderas similares

Bandera de Samoa
Bandera de Birmania, 1974 a 2010
Bandera de la República del Extremo Oriente

El Sol impreso en la bandera de la República de China es muy similar al de la  bandera de Namibia. Estas similitudes fueron informadas por varios espectadores de los Juegos Olímpicos de 2008 y muchos otros juegos deportivos internacionales, donde la exhibición pública de la bandera de la  República de China está prohibida por la  República Popular China.